# 李臣典墓
李臣典墓，位于中国湖南省新邵县新田铺镇喻家村，是晚清湘军将领、赠太子少保、记名提督、原任河南归德镇总兵李臣典的墓葬。

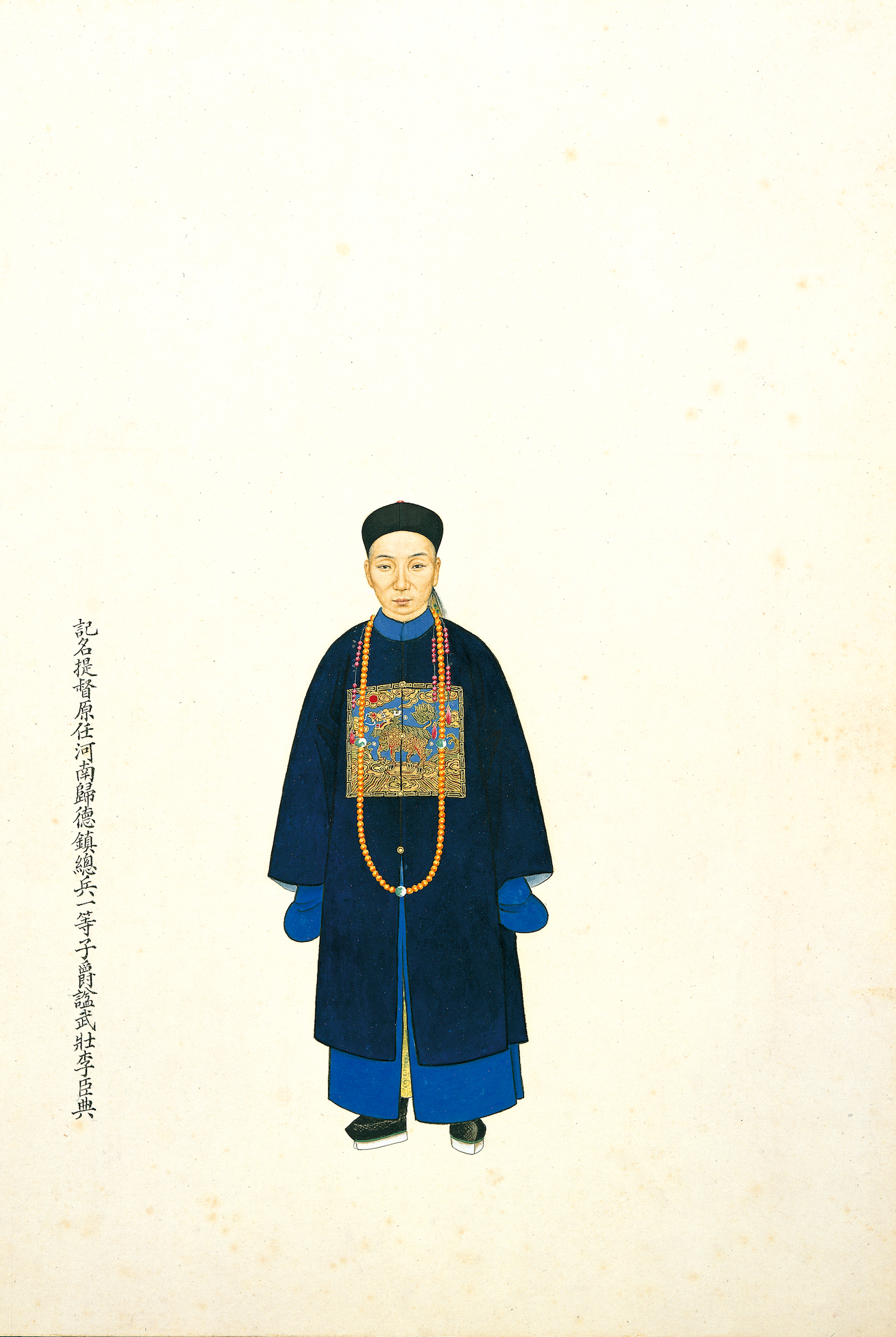
李臣典相

## 历史沿革
同治三年（1864）七月初二日巳时，李臣典因伤病逝世，清廷追赠太子少保，谥“忠壮”，归葬原籍。
文革时期，李墓被毁。1980年代，又遭盗墓。
1987年2月20日，李臣典墓被认定为新邵县县级文物保护单位。

## 墓葬规制
李墓原规模很大，有甬道、拜亭、石像生等，今墓区仅存25平方米。墓围有饰以龙凤花草的石雕，墓前竖3碑，上刻双龙戏珠等各式图案，中碑刻“奉旨御葬太子少保一等子爵谥忠壮公李祥云墓”，左右两碑为曾国荃题联:“立东南半壁之勋名而天不予年，深厚忠僚公似玉；念患难九载之旧侣惟云公最伟，秋来风雨总成悲。”今墓碑不存，墓冢尚完好。